# Cardamom
Cardamomul este o mirodenie obținută din semințele unor plante din genurile Elettaria⁠(en)[traduceți] și Amomum⁠(en)[traduceți] din familia Zingiberaceae. Ambele genuri sunt originare din subcontinentul indian și din Indonezia. Semințele de culoare închisă sunt conținute în capsule fusiforme, triunghiulare în secțiune. Capsulele de Elettaria sunt mici și au culoare verde deschis; cele de Amomum sunt mai mari și de culoare brun închis.